# Markus Heuer
Markus Kaad Heuer (17 de febrero de 2001) es un deportista danés que compite en ciclismo de montaña en la disciplina de campo a través. Ganó una medalla de bronce en el Campeonato Europeo de Ciclismo de Montaña de 2019, en la prueba por relevos.

## Palmarés internacional
| Campeonato Europeo | Campeonato Europeo     | Campeonato Europeo | Campeonato Europeo         |
| Año                | Lugar                  | Medalla            | Competición                |
| ------------------ | ---------------------- | ------------------ | -------------------------- |
| 2019               | Brno (República Checa) | Medalla de bronce  | Campo a través por relevos |